# Sierra de Pachuca
La Sierra de Pachuca es una sierra, localizada en la parte sur del estado de Hidalgo, en México. Entre las coordenadas 20° 03' 00" a 20° 14' 00" de latitud norte y los 98° 18' 00" a 98° 58' 00" de longitud oeste. 
Debe su nombre a que la ciudad de Pachuca de Soto y el municipio homónimo están en el medio de esta sierra.

## Localización
Su asentamiento abarca los municipios de Actopan, El Arenal, San Agustín Tlaxiaca, Mineral del Chico, Mineral del Monte, Omitlán de Juárez, Huasca de Ocampo, Acatlán, Mineral de la Reforma, Pachuca de Soto, Epazoyucan y Tulancingo de Bravo, envuelve totalmente el parque nacional El Chico.

## Geología
Esta sierra es una pequeña ramificación de la Sierra Madre Oriental. Geológicamente pertenece a la subprovincia del Eje Neovolcánico, su formación es de origen ígneo extrusivo formado en la era cenozoica en el periodo terciario, época de oligoceno o mioceno y probablemente pleistoceno con una edad aproximada de entre 25 y 5 millones de años.
En la sierra se han encontrado yacimientos y vetas de plata y oro que han catapultado a la Comarca Minera como uno de los centros mineros más importantes de México.

## Hidrología
Hidrológicamente la sierra está posicionada en la región hidrológica del Pánuco y en la cuenca hidrográfica del río Moctezuma, en las subcuencas de los ríos Amajac, Actopan y Tezontepec.
En sus vertientes nacen varios ríos y arroyos como el río de las Avenidas, el río Amajac y El Milagro.

## Elevaciones
Donde salen cerros, que provocados por la erosión se han formado figuras caprichosas destacando Las Monjas, La Muela, El Conejo, Las Goteras y otras. Es una zona boscosa, tiene paisajes naturales, los valles importantes son Las Cebadas, Los Enamorados, etc. Tenemos manantiales como Los Otates, El Pescado, etc. 
Sus relieve más importante es La Peña del Cuervo con 2770 m s. n. m. de altura.

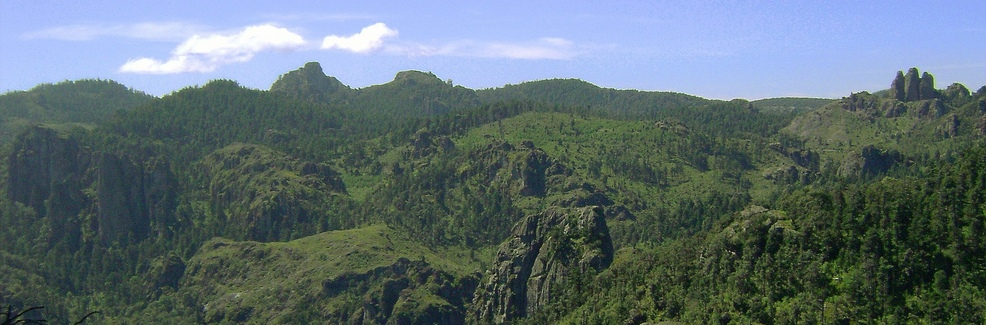
La Sierra de Pachuca envuelve totalmente al parque nacional El Chico, esta sierra a su vez forma parte del sistema montañoso que se conoce como el Eje Neovolcánico, donde la Sierra Madre Oriental se une con este.

## Ecosistemas
Fauna: existen más de 300 especies, entre ellas se encuentra el tecolote, rosa verde, tepozal, halcones, venados, tuza, murciélagos, aves de rapiña como halcón, gavilán, zopilote, Víboras, conejos, insectos, reptiles, etc.
Flora: entre la flora destacan los oyameles, pinos, encinos, sauces y laureles así como cactáceas.
Hay animales silvestres como: venado, gato montés, zorro, ardillas, coyote, armadillo y aves.

## Parque nacional El Chico

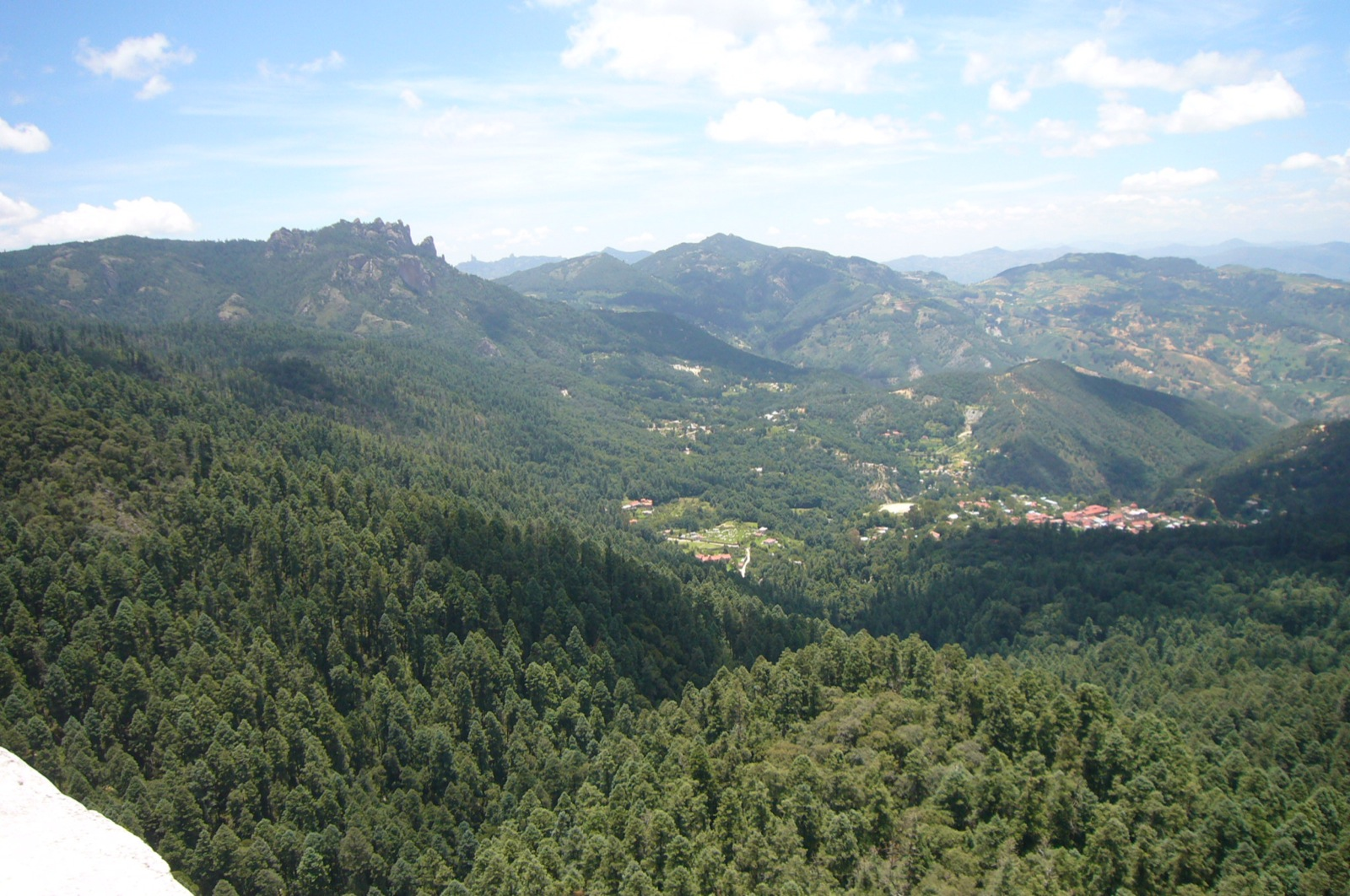
Panorámica del parque nacional El Chico.

Este parque es uno de los más antiguos que hay en México, pues su fundación a saber data desde el periodo que se conoce como el Porfiriato, donde hacia el año de 1898 el entonces presidente de le república, el General Porfirio Díaz por decreto indica la protección de esta área bajo el nombre de "Monte Vedado del Mineral del Chico". 

### Actividades
- Escalada en roca. En el Parque nacional El Chico se encuentran más de 300 formaciones rocosas con alturas que van desde los 2230 hasta los 3100 m s. n. m. con diversos grados de dificultad, ideales para la práctica del alpinismo.

- Pesca deportiva. Hay lagunas y presas dentro del parque, se practica la pesca, sólo debe tener a la mano una caña, anzuelos y carnada para lograr que "pique" un sabroso ejemplar de trucha arcoíris o asalmonada, que le preparan a su gusto en los diversos establecimientos.

- Campamentos. Para la práctica de esta actividad el parque nacional cuenta con amplias y verdes praderas como son "El Valle de los Enamorados", "Llano Largo" y "Las Ventanas", entre otras.

- Ciclismo. Puedes recorrer el parque a través de sus senderos o brechas cortafuego, o bien, por pistas previamente trazadas por los asiduos ciclistas que han ubicado varios sitios de interés en su trayecto, así como una diversidad de escenarios y pisos, es decir, pueden desplazarse en brechas angostas, terracerías, campo traviesa o pavimento con muy poco tránsito vehicular.